# Psalm 57
Psalm 57 – jeden z utworów zgromadzonych w biblijnej Księdze Psalmów. Psalm jest zaliczany do dzieł przypisywanych Dawidowi. W Septuagincie psalm ten nosi numer 56.

## Treść Psalmu
Sytuacja w jakiej znajduje się psalmista została opisana w sposób symboliczny i obrazowy. Podmiot liryczny czuje się zagrożony i pragnie, aby Bóg stał się jego schronieniem (57,2). Psalm opisuje dramat w jakim znalazł się podmiot liryczny. Opowiada jego zmagania z przeciwnikami używając wielu popularnych w tamtym okresie metafor. Wspomina, iż wrogowie zastawili sidła na jego nogi (57,7), czuje się jakby przebywał wśród lwów (57,5). Sam nagłówek sugeruje, iż tekst opowiada historię z 1 Księgi Samuela (1 Sm 22), która opisuje króla Dawida, gdy zbiegł do jaskini podczas ucieczki przed Saulem.

## Teologia
Psalm 56 i 57 zaczynają się identyczną formułą modlitwy o zmiłowanie.
Już na samym początku rzuca się w oczy hebrajski zwrot "Al taszchet", który w przekładzie znaczy „nie zniszcz”. Taką formułę można spotkać tylko w drugiej księdze psałterza.
Zwrot w wersecie 2 chronię się w cieniu twych skrzydeł ukazuje przekonanie, że Bóg roztacza opiekę nad swoim ludem jak ptak chroniący swe pisklęta pod skrzydłami.
Ja bowiem wśród lwów - jest określeniem oznaczającym wrogów psalmisty. Zarówno w Nowym jak i Starym Testamencie lew był symbolem mocy, siły a nawet władzy.
Obudzić jutrzenkę – zwrot znajdujący się w 9 wersecie symbolizuje nadejście nowego dnia i spełnienie pokładanych w Bogu nadziei.

## Struktura Psalmu
Psalm tworzy trzyczęściową strukturę składającą się w ww. 2–4, 5–7, 8–12. Każdy z nich posiada swój charakter i kolejno można zatytułować każdy z nich w następujący sposób: prośba, skarga-przekształcająca się w pewność wysłuchania, zapowiedź ocalenia.